# Paul Trappen
Paul Trappen (estimé en 1887 à Heidweiler ; 22 février 1957 à Trèves) est un lutteur et haltérophile allemand, qui a acquis la réputation d'être « l'homme le plus fort du monde » dans les années 1910.

## Biographie
Originaire de Heidweiler, Paul Trappen vient travailler comme apprenti boucher à Trèves, où il vivra toute sa vie.
Remarqué pour sa force exceptionnelle, il devient renommé comme lutteur de haut niveau dans le sud-ouest de l'Allemagne après plusieurs compétitions. En 1912, il remporte le championnat allemand des poids lourds.
En 1913, il relève un défi où debout sur une plate-forme, il soulève d'un demi-mètre avec une chaîne de fer deux bœufs de bât adultes d'un poids estimé à 2 064 kg. Cette démonstration de force n'a jamais été dépassée à ce jour et fonde sa réputation de « l'homme le plus fort du monde » succédant ainsi à John Grün (en).

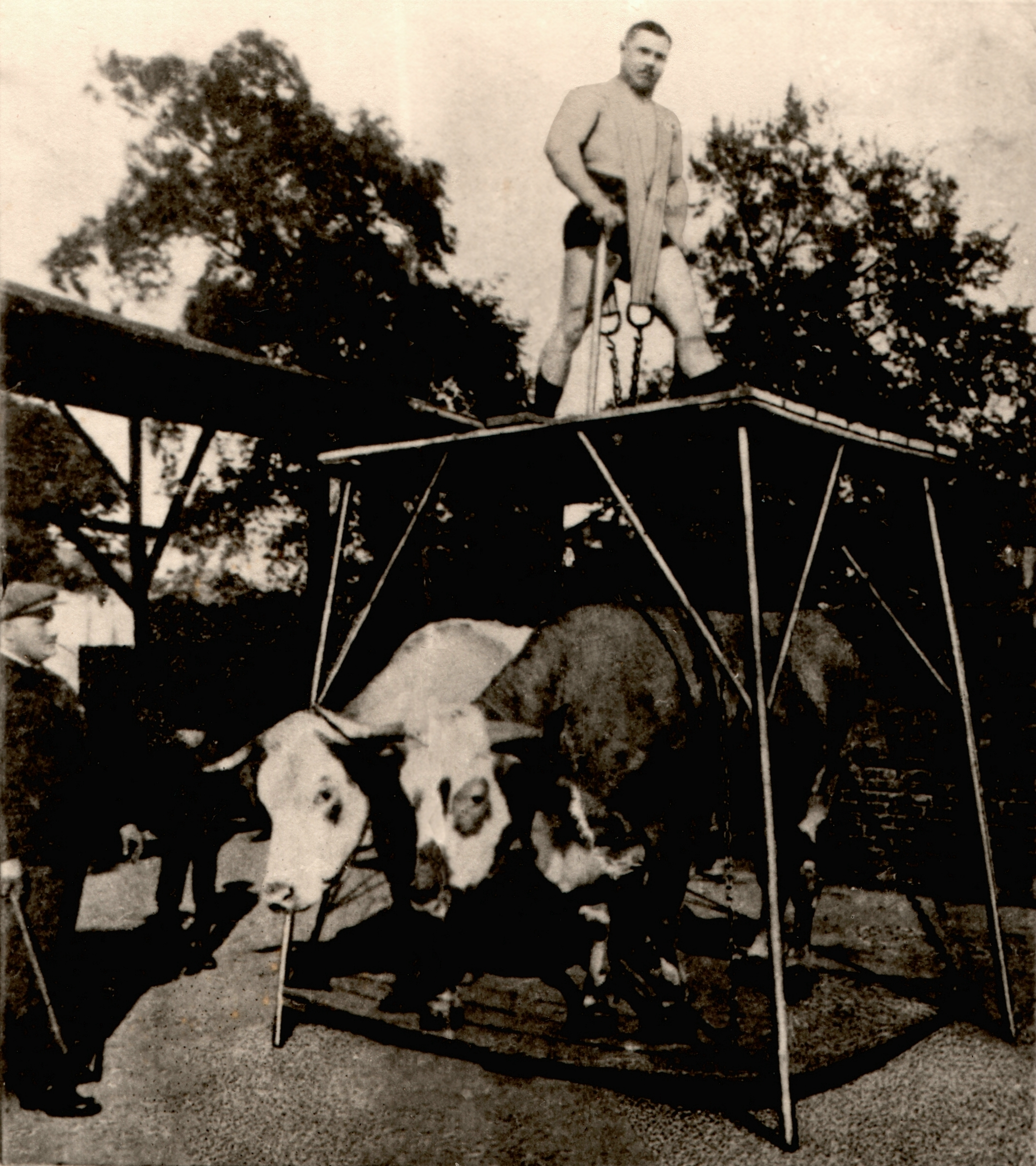
Paul Trappen soulevant deux bœufs en 1913.

Cette performance vaut à Paul Trappen d'être embauché par le cirque américain Barnum et Baileys. Son contrat est rapidement compromis : il est mobilisé durant la Première Guerre mondiale.
En 1924, il remporte le championnat d'Europe de levage lourd. Qualifié d'athlète professionnel en raison de son contrat avec le cirque Barnum et Bailey, il n'est pas autorisé à participer aux Jeux olympiques.
Par la suite, il devient aubergiste sur la Simeonstraße (de), puis entraîneur d'un club de Trèves en Allemagne, où une rue porte son nom.
À 50 ans, il établit un record du monde senior en dynamophilie dans une compétition non officielle.